# Acraea cappadox
Acraea cappadox är en fjärilsart som beskrevs av Charles Oberthür 1893. Acraea cappadox ingår i släktet Acraea och familjen praktfjärilar. Inga underarter finns listade i Catalogue of Life.